# Mediabistro (sítio eletrônico)
Mediabistro é um site que oferece recursos para profissionais de mídia. Publica vários blogs que analisam a indústria de mass media, incluindo o cinema e as indústrias editoriais. Ele também fornece anúncios de emprego, cursos e seminários para jornalistas. O site foi fundado em 1999 por Laurel Touby como "um local de encontro para profissionais de jornalismo, editoras e outras indústrias relacionadas à mídia em Nova Iorque". O Mediabistro cresceu, desde então, em um recurso internacional para profissionais de mídia.
Em 17 de julho de 2007, o site foi adquirido pela WebMediaBrands, mais tarde conhecida como Mediabistro, por 20 milhões de dólares em dinheiro, além de um earn-out de dois anos que poderia resultar em um adicional de três milhões de dólares.
Em agosto de 2014, os ativos de publicação da Mediabistro foram adquiridos pela Prometheus Global Media, uma subsidiária da Guggenheim Partners, por oito milhões de dólares. A aquisição não incluiu os negócios de exposição da Mediabistro, que foram mantidos sob o nome de Mecklermedia.